# رابین از شروود
رابین از شروود (انگلیسی: Robin of Sherwood) یک مجموعه تلویزیونی بریتانیایی است که در سال ۱۹۸۴ منتشر شد. این سریال برگرفته از افسانهٔ رابین هود است.

## بازیگران
- مایکل پرید
- پیتر لوولین ویلیامز
- ری وینستون
- کلایو منتل
- جودی ترات
- فیل رز
- مارک رایان
- جیسون کانری
- جان آبینری
- نیکلاس گریس
- فیلیپ جکسون
- رابرت ادی
- آنتونی ولنتاین
- فیل دیویس
- ریچارد اوبراین
- جان ریس-دیویس
- جرمی بولاک
- جرج بیکر
- مایکل کریگ
- الیور کاتن
- استفنی تیگ
- رولا لنسکا
- الیور توبیاس
- کاترین هریسون
- سیریل کیوسک
- لوئیس کالینز
- ولنتاین پلکا
- مت فروئر
- پاتریشا هاج
- برایان مارشال
- ایان اوگلوی
- جیمز کومس
- جما کریون
- برندن پرایس